# Kloster Wanzka
Das Kloster Wanzka ist ein ehemaliges Zisterzienserinnenkloster in der Ortslage Wanzka südlich der mecklenburgischen Stadt Neubrandenburg im Landkreis Mecklenburgische Seenplatte in Mecklenburg-Vorpommern. Das Kloster lag auf einer kleinen Halbinsel im Wanzkaer See zwischen Neustrelitz und Neubrandenburg. Die Klosterkirche und das abseits liegende Klostertor sind die letzten sichtbaren Reste dieser einst sehr reichen Zisterze.

## Geschichte
Am 25. Januar 1290 beurkundete Markgraf Albrecht III. von Brandenburg in Stargard die Stiftung des Zisterzienserinnenklosters Wanzka. Die eigentliche Klostergründung muss schon zwischen 1275 und 1283 erfolgt sein, wie aus einer Urkunde des Propstes Walwanus des Prämonstratenserklosters Broda von 1306 hervorgeht. Sein Vorgänger Propst Ekbert (1270–1283) soll dem Kloster zu Wanzka schon das Dorf Mechow mit 60 Hufen Land sowie acht Hufen in Küssow aus dem Brodaschen Besitz vermacht haben. Über die Ausstattung des Klosters Wanzka mit Brodaer Stiftsgütern kann nur vermutet werden, dass die Prämonstratensernonnen aus dem Brodaer Doppelkloster in das Frauenkloster nach Wanzka gesandt wurden und dort zum Ordensbrauch der Zisterzienserinnen übergingen.
Geweiht wurden die Klosterkirche und Gebäude durch den Bischof Heinrich von Havelberg am 25. Januar 1290, wo durch den Markgrafen Albrecht auch der Stiftungsbrief ausgestellt wurde. Markgraf Albrecht war offensichtlich dem Kloster besonders zugetan. 1298 vermehrte er den ursprünglichen Besitz um 100 Pfund jährlicher Hebung aus 27 Dörfern des Landes Stargard.
Viele Töchter des umwohnenden Adels traten in das Kloster ein. 1341 musste die Zahl auf 50 Nonnen beschränkt werden. 1474 waren es 39. Unter den Äbtissinnen befanden sich klangvolle Namen:
- 1293 Bertradis
- 1330 Margaret von Schwaben
- 1343 Schwanegund von Tornow

oder Engelradis von Lübeck. In der ersten Hälfte des 15. Jahrhunderts war Adelheit, die einzige Tochter von Herzog Ulrich I. von Mecklenburg-Stargard, Äbtissin im Kloster Wanzka.
Das Kloster verfügte über reiche Besitzungen.
Das Kloster kam 1549 unter weltliche Verwaltung, obgleich der Konvent wie bei vielen Nonnenklöstern zumindest bis 1584 als evangelisches Stift bestehen blieb. Insbesondere nach dem Dreißigjährigen Krieg wurden die Gebäude als Steinbruch genutzt.

### Siegel
Das runde Konventsiegel von 1330 zeigt vor gitterförmigem Hintergrund eine Marienkrönung. Christus und Maria sitzen dabei auf einer Bank. Die Umschrift lautet: S CONVENTVS ECCLESIE SANCTE MARIE VIRGINIS IN WANCIK. Ein rundes Propsteisiegel zeigt ein aufgeschlagenes Buch. Die Umschrift lautet: S PREPOSITVRE IN WANZICK. Es wurde zuerst 1343, dann 1379 und noch 1477 gebraucht. Die persönlichen Siegelabdrücke dreier Pröpste Johann 1293, Bertrannus/Bertramus 1330 und Konrad 1339 sind ebenfalls erhalten.

## Klosterkirche
Die Klosterkirche besteht aus einem langgestreckten, einschiffigen und wegen der fehlenden Klausur fast unproportional wirkenden Langhaus mit (seit 1843) flacher Holzbalkendecke und einem 5/8 Chorabschluss. An der nordwestlichen Ecke befindet sich ein viereckiger Treppenturm. Die Gebäude der Klausur sind alle in neuerer Zeit verloren gegangen. Georg Krüger-Haye zeigt in seinem 1929 erschienenen Band ein Bild der Ruine der Klosterscheune mit gotischen Strebepfeilern ähnlich der Klosterscheune in Althof (Bad Doberan). Die anderen Gebäude der Klausur und der Kreuzgang können auf einer Zeichnung aus dem Jahre 1751 zumindest noch in ihren Umrissen erkannt werden. Es handelte sich um eine zumindest dreiflügelige Anlage mit einem vierseitig umbauten Kreuzgang, der bis zu dem etwas abseits gelegenen Brau- und Backhaus führt. Die Kirche brannte 1833 bis auf die Außenmauern ab, so dass sich keine Reste der Einrichtung erhalten haben.
Der Wiederaufbau von 1840 bis 1843 mit einer neuen Westfassade erfolgte nach Plänen von Friedrich Wilhelm Buttel. Die eingestürzten Gewölbe wurden durch eine flache Holzbalkendecke ersetzt. Der neugotische Altaraufsatz, der 1905 in die Kirche kam, zeigt eine Kreuzigungsdarstellung (Kopie nach Peter Paul Rubens von Berta Zarnekow). Er wurde ebenso wie die neugotische Kanzel vom Strelitzer Baurat Paul Köppel entworfen. 1907 erfolgte der Einbau der Orgel von Wilhelm Sauer (Opus 996, II+P/11).
Von April 2016 bis zum Sommer 2017 wurde die Klosterkirche saniert. Dabei wurde das Dach neu gedeckt, die Fassade saniert, die Fenster restauriert sowie Decke und Wände gestrichen. Die Wiedereinweihung durch Bischof Andreas von Maltzahn erfolgte am 3. September 2017.

## Gemeinde
Die Klosterkirche gehört zur gleichnamigen Kirchengemeinde Wanzka in der Propstei Neustrelitz, Kirchenkreis Mecklenburg der Evangelisch-Lutherischen Kirche in Norddeutschland, die mit Wirkung vom 1. Januar 2020 aus den ursprünglich eigenständigen evangelisch-lutherischen Kirchengemeinden Feldberg, Grünow-Triepkendorf, Peckatel-Prillwitz und Rödlin-Warbende entstanden ist.